# Casilhac
Casilhac (en francès, Cazilhac) és un municipi francès situat al departament de l'Aude i a la regió d'Occitània.